# Tytsjerksteradiel

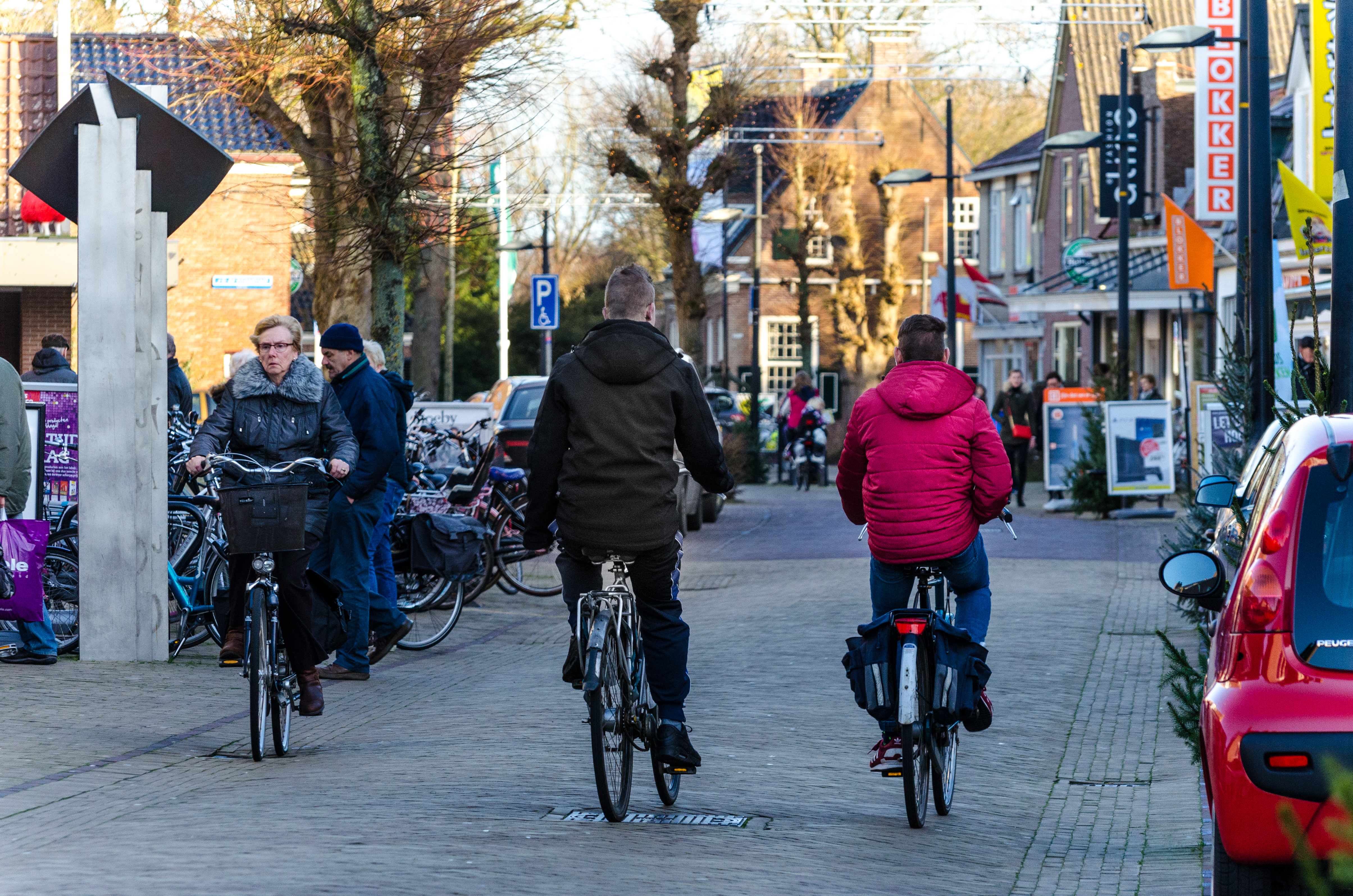
Burgum.

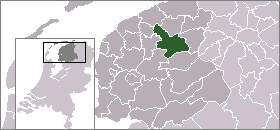
Lägeskarta

Tytsjerksteradiel (nl. Tietjerksteradeel) är en kommun i provinsen Friesland i Nederländerna. Kommunens totala area är 161,42 km² (där 11,75 km² är vatten) och invånarantalet är på 32 027 invånare (2005).